# اچ‌ام‌اس زیلوس (۱۹۱۹)
اچ‌ام‌اس زیلوس (۱۹۱۹) (به انگلیسی: HMS Zealous (1919)) یک کشتی بود.